# Ноград
Но́град (угор. Nógrád) або Новоград (словац. Novohrad) — медьє на півночі Угорщини біля кордону зі Словаччиною. Адміністративний центр — Шалґотар'ян. Межує з медьє Гевеш, Боршод-Абауй-Земплен і Пешт.